# Jiří I. Hesensko-Darmstadtský
Jiří I. Hesensko-Darmstadtský (10. září 1547 Kassel – 7. února 1596 Darmstadt) byl od roku 1567 hesensko-darmstadtským lankrabětem.

## Život
Narodil se v Kasselu jako čtvrtý syn hesenského lankraběte Filipa I. a jeho manželky Kristýny Saské. Po smrti lankraběte Filipa v roce 1524 bylo území hesenského lankrabství rozděleno mezi jeho syny z prvního manželství. Nejmladší Jiří získal Hesensko-Darmstadtsko se sídlem v Darmstadtu. Lankrabě Jiří umírá roku 1596 jeho nástupcem se stává nejstarší přeživší syn Ludvík.

## Manželství a potomci
Poprvé se oženil 17. srpna 1572 s hraběnkou Magdalénou z Lippe, která během patnáctiletého manželství porodila deset dětí.
- 1. Filip Vilém Hesensko-Darmstadtský (16. 6. 1576 Darmstadt – 4. 10. 1576)[1]
- 2. Ludvík V. (24. 9. 1577 Darmstadt – 27. 7. 1626 Rheinfels), lankrabě hesensko-darmstadtský od roku 1596 až do své smrti[2][3][4]
⚭ 1598 Magdalena Braniborská (7. 1. 1582 Berlín – 4. 5. 1616 Darmstadt)[5][6]
- 3. Kristýna Hesensko-Darmstadtská (25. 11. 1578 Darmstadt – 26. 3. 1596 Erbach)[7][8][9]
⚭ 1595 Fridrich Magnus Erbašsko-Fürstenauský (18. 4. 1575 Erbach – 26. 3. 1618 Reichelsheim)[10]
- 4. Alžběta Hesensko-Darmstadtská (29. 11. 1579 Darmstadt – 17. 7. 1655 Taunusstein)[11][12]
⚭ 1601 Jan Kazimír Nasavsko-Weilburský (24. 9. 1577 Ottweiler – 29. 3. 1602 Taunusstein)
- 5. Marie Hedvika Hesensko-Darmstadtská (2. 12. 1580 Darmstadt – 12. 9. 1582)[13][14]
- 6. Filip III. Hesensko-Butzbašský (26. 12. 1581 Darmstadt – 28. 4. 1643 Bad Ems), lankrabě hesensko-butzbašský od roku 1609 až do své smrti[15][16]
I. ⚭ 1610 hraběnka Anna Markéta z Diepholzu (22. 7. 1580 Diepholz – 9. 8. 1629 Butzbach)[17][18]
II. ⚭ 1632 Kristýna Žofie z Ostfrieslandu (26. 9. 1609 Aurich – 20. 3. 1658 Frankfurt nad Mohanem)[19][20]
- 7. Anna Hesensko-Darmstadtská (3. 3. 1583 Darmstadt – 13. 9. 1631 Laubach)[21]
⚭ 1601 hrabě Albert Otto ze Solms-Laubachu (9. 12. 1576 Laubach – 2. 3. 1610)[22][23]
- 8. Fridrich I. Hesensko-Homburský (5. 3. 1585 Fischbachtal – 9. 5. 1638 Bad Homburg vor der Höhe), 1. lankrabě hesensko-homburský od roku 1622 až do své smrti[24][25]
⚭ 1622 hraběnka Markéta Alžběta z Leiningen-Westerburgu (30. 6. 1604 Runkel – 13. 8. 1667 Wildenfels)[26][27]
- 9. Magdaléna Hesensko-Darmstadtská (5. 5. 1586 Darmstadt – 23. 10. 1586)[28][29]
- 10. Jan Hesensko-Darmstadtský (*/† 22. 2. 1587 Darmstadt)[30][31]

Vévodkyně Magdaléna zemřela krátce po těžkém porodu nejmladšího syna ve věku 35 let. O dva roky později se lankrabě Jiří 25. října 1589 oženil podruhé. Vyvolenou se stala ovdovělá Eleonora Württemberská. Měli spolu jednoho syna, který se však nedožil dospělosti.
- 1. Jindřich Hesensko-Darmstadtský (21. 3. 1590 Darmstadt – 9. 1. 1601 tamtéž)[32]